# Ajoie
Die Ajoie [aʒwa] (deutsch Pruntruter Zipfel, früher auch Elsgau) ist eine Landschaft im Norden des Schweizer Kantons Jura. 

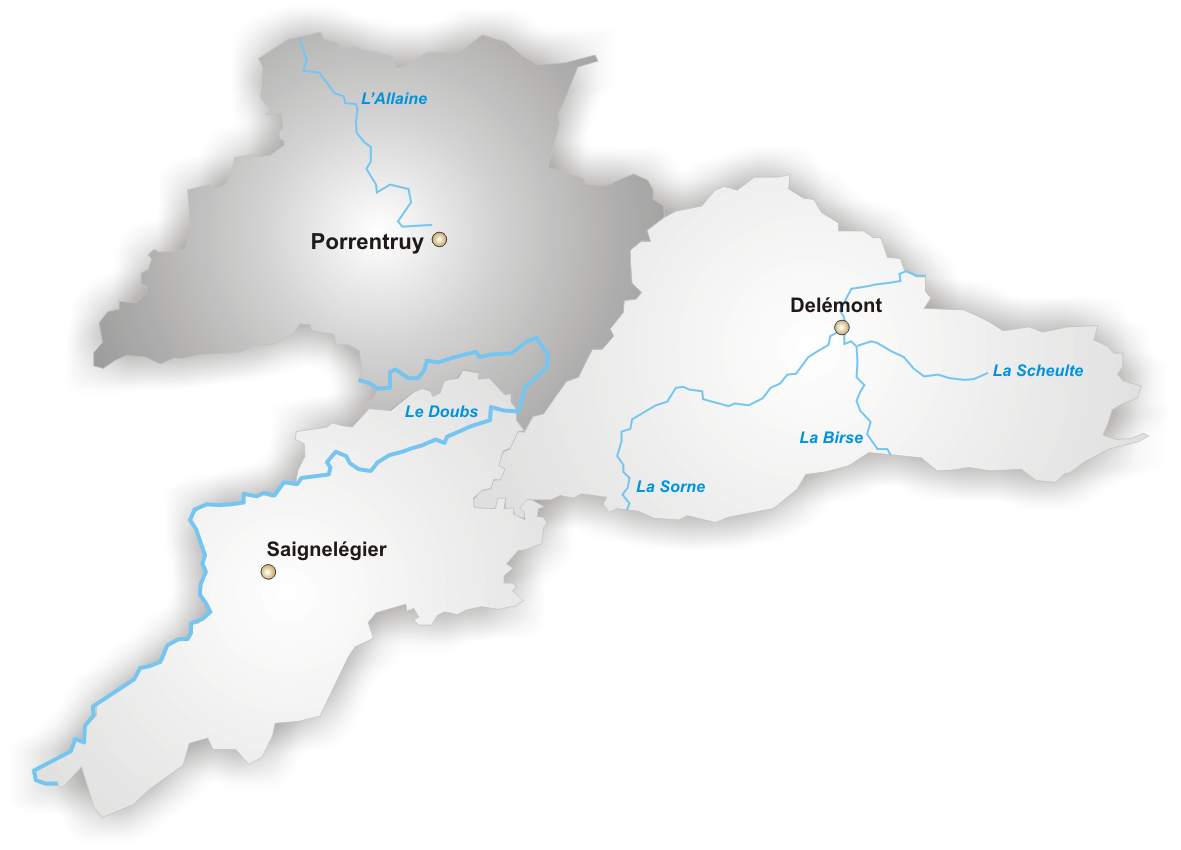
Lage des aus der Ajoie bestehenden Bezirks Pruntrut im Kanton Jura.

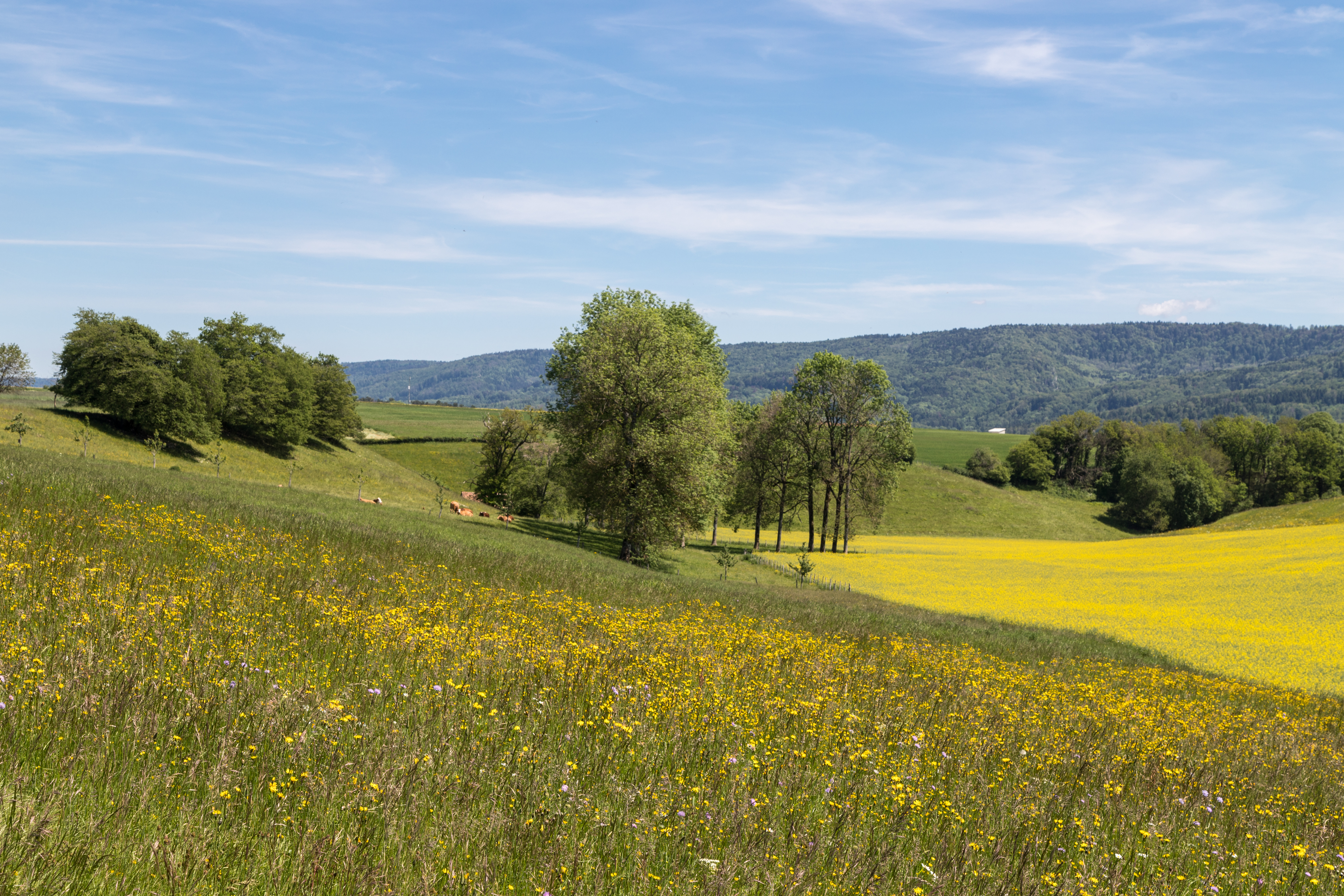
Ajoie-Landschaft zwischen Fahy und Grandfontaine

Hauptort der Ajoie ist Pruntrut, die zweitgrösste Stadt des Kantons Jura. Die Ajoie erstreckt sich über eine Fläche von rund 300 km² auf etwa 400 bis 600 m ü. M. Sie ist gekennzeichnet durch eine tafeljuraartige Landschaft, die mehrheitlich durch die Allaine zum Doubs entwässert wird. Diese weite, fruchtbare Fläche mit kalkhaltigen Böden gilt als Obstgarten des Juras und bringt die Kriechen-Pflaumen für den berühmten Damassine-Branntwein hervor. Die Ajoie als Ausflugsziel bietet diverse Höhlen (Grottes de Réclère), Dinosaurierspuren, einen prähistorischen Park, den Flugplatz Bressaucourt und attraktive Planwagen-Routen.
Politisch besteht die Ajoie fast ausschliesslich aus dem Bezirk Pruntrut.

## Geschichte

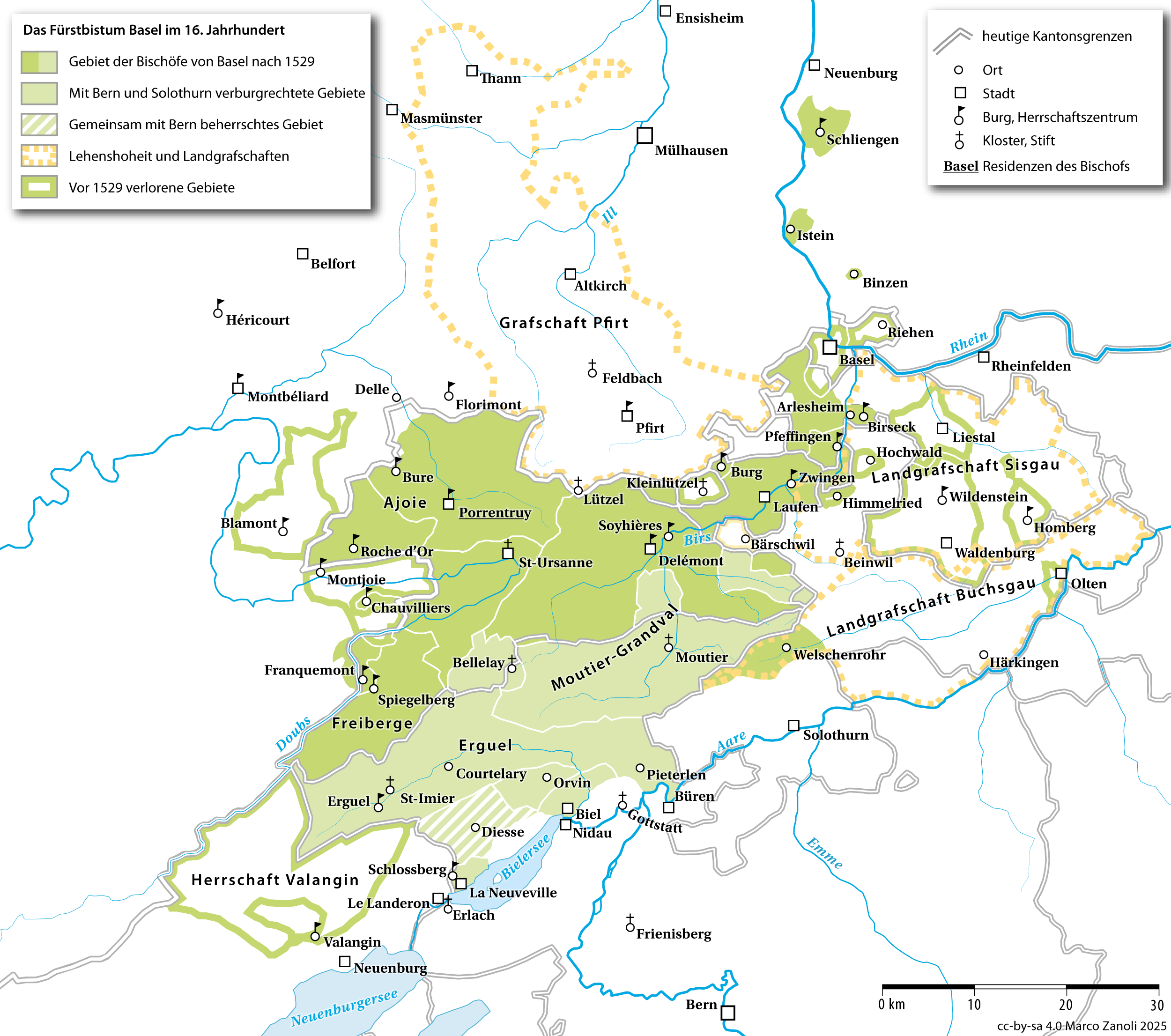
Das weltliche Herrschaftsgebiet des Fürstbistums Basel im 16. Jahrhundert; Ajoie links oben

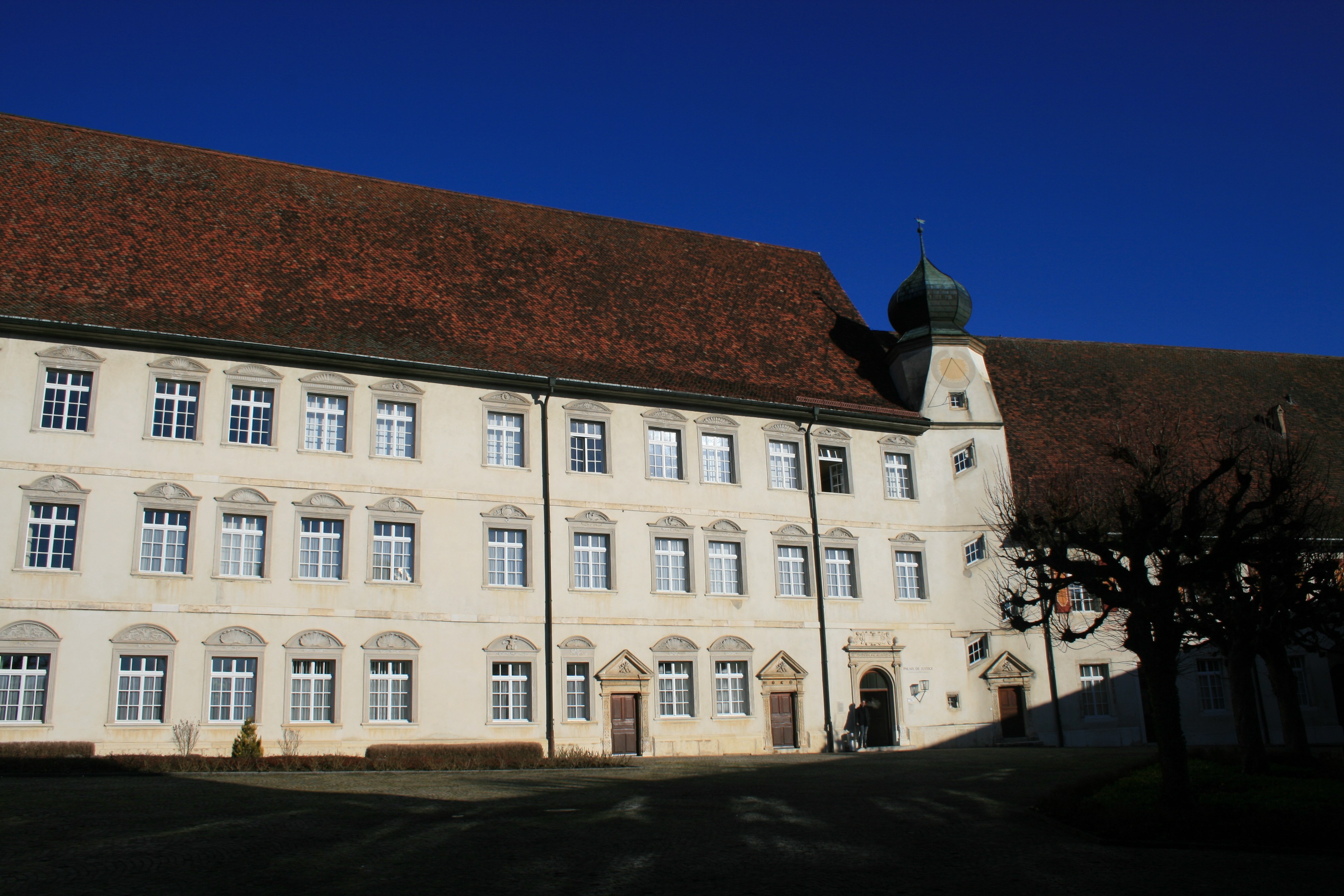
Schloss Pruntrut

Die Ajoie wird erstmals in einer Urkunde aus dem Jahre 732 erwähnt, als der Herzog des Elsass Ländereien in pago Alsegaugensi an das Kloster Murbach übertrug. Die Herrschaft über die Ajoie wechselte in der Folgezeit des Öfteren, bis sie 999 unter die weltliche Macht des Fürstbischofs von Basel fiel. Kirchlich gehörte bis 1779 nur La Baroche zum Bistum Basel, während die übrigen Gebiete der Ajoie zur Diözese Besançon gehörten.
Da das Fürstbistum im 14. Jahrhundert in finanzielle Schwierigkeiten geriet, wurde im Jahr 1386 fast die gesamte Ajoie an die Grafen von Württemberg-Mömpelgard (Montbéliard) verkauft, 1461 jedoch durch Fürstbischof Johann V. von Venningen wieder ausgelöst. Nachdem in der Folge weitere Herrschaften und Dörfer der Ajoie an das Fürstbistum gefallen waren (Roche-d’Or im Jahre 1474, Rocourt 1573, Miécourt und Beurnevésin 1625), nahm die Geschichte der Ajoie denselben Verlauf wie die des Fürstbistums Basel.

## Sehenswürdigkeiten
- Grotten von Réclère
- Altstadt und Schloss Pruntrut
- Raiffeisen Arena